# Alburnus derjugini
Alburnus derjugini е вид лъчеперка от семейство Шаранови (Cyprinidae).